# Annali della Filologia
Annali della Filologia (in russo Филологические записки?) era una rivista russa scientifica, pubblicata nella città di Voronež negli anni 1860-1917, ripubblicata nel 1993. "Annali della Filologia" venne redatta dall'insegnante russo Aleksej Andreevič Khovanskij che pubblicò la rivista a proprie spese e cura. Infatti, la redazione aveva la sede a casa sua e le uscite erano bimestrali. La rivista fu dedicata alla linguistica classica e linguistica comparativa.
L'attività scientifica a Voronež è iniziata nel 1860 con la pubblicazione della prima rivista scientifica che era specificamente dedicata alla linguistica comparata. Nel XIX secolo la rivista di Chovanskij era considerata il più moderno portale per la popolarizzazione di nuovi traguardi linguistici, a disposizione degli accademici di Mosca, San Pietroburgo, Kazan', Charkiv, Varsavia fino ai semplici insegnanti in tutta la Russia.
A Voronež furono pubblicate le traduzioni di articoli dei principali filologi europei – Max Müller, Ernest Renan, Georg Curtius, Hippolyte Taine, August Schleicher, Carl Becker, Karl Heyse, e anche traduzioni di autori antichi – Euripide, Luciano, Orazio, Cicerone, Virgilio.
Molti scienziati slavi e russi scrissero per la rivista. Tra loro troviamo:
- Aleksandr Nikolaevič Afanas'ev,
- Jan Niecisław Baudouin de Courtenay,
- Aleksandr Nikolaevič Veselovskij,
- Vladimir Ivanovič Dal',
- Ljuben Karavelov ecc[3].

Nel XIX secolo «Annali della Filologia» acquistò fama, non solo in tutta la Russia, ma anche presso le università di Parigi, Lipsia, Praga, Zagabria, Berlino, Jena, Vienna, Uppsala, Strasburgo, ed in America.
Molti articoli della rivista sono unici. La rivista ha pubblicò dettagliatamente riguardo alla leggenda del Prete Gianni nell 1874.
Alla chiusura nel 1879 a Varsavia del «Bollettino filologico russo», «Annali della Filologia» rimase l'unico periodico specializzato in Russia dedicato ai problemi della filologia e l'insegnamento delle lingue e lettere slave.
Nel 1917, la pubblicazione della rivista venne interrotta. Il regime sovietico proibì la rivista che venne nascosta negli archivi. Filologia comparativa fu classificata in URSS come «scienza borghese», molti ricercatori vennero perseguitati.